# 三重ダービー
三重ダービー（みえダービー）は、日本フットボールリーグ（JFL）、および東海社会人サッカーリーグに於いての三重県に本拠地を置くクラブによる直接対決のことを指す。
JFL以上の全国リーグにおいては、2022年度現在、いずれも将来の日本プロサッカーリーグ（Jリーグ）加盟を目指している、ヴィアティン三重とアトレチコ鈴鹿クラブによる直接対決のことを指す。全国リーグでの初めての三重ダービーは、2019年の第21回日本フットボールリーグ第7節（同年5月5日）・当時の鈴鹿アンリミテッドフットボールクラブの主催試合として石垣池公園AGF鈴鹿陸上競技場で行われた。
東海社会人リーグにおいては、上記2チームに加え、FC伊勢志摩、TSV1973四日市（旧:三重教員FC→マインドハウスTC→マインドハウス四日市　2023年は三重県サッカーリーグ1部所属）との対戦を含める場合がある。

## ホームスタジアム
| チーム名             | ホームタウン                                                                         | スタジアム名 （命名権名称）                                                                       | 収容人員 | 画像                                          | 備考                                                                                              |
| -------------------- | ------------------------------------------------------------------------------------ | ------------------------------------------------------------------------------------------------- | -------- | --------------------------------------------- | ------------------------------------------------------------------------------------------------- |
| ヴィアティン三重     | 三重県桑名市、いなべ市、員弁郡東員町、 桑名郡木曽岬町、三重郡菰野町、 川越町、朝日町 | 東員町スポーツ公園陸上競技場 （LA・PITA東員スタジアム）                                           | 5,104人  | 朝日ガスエナジー東員スタジアム                |                                                                                                   |
| アトレチコ鈴鹿クラブ | 三重県鈴鹿市                                                                         | 三重県営鈴鹿スポーツガーデン （三重交通G スポーツの杜 鈴鹿） サッカー・ラグビー場メイングラウンド | 12,500人 | 三重交通Gスポーツの杜鈴鹿サッカー・ラグビー場 | その他石垣池公園陸上競技場（AGF鈴鹿陸上競技場）、四日市市中央陸上競技場でも主管試合を開催している |

## 過去の対戦成績
会場凡例
三重県内
- ラピスタ/アサスタ/東員町 - LA・PITA東員スタジアム（2019年のみ「東員町スポーツ公園陸上競技場」、2020ｰ2022年「朝日ガスエナジー東員スタジアム」）
- 三交鈴鹿 - 三重交通Gスポーツの杜 鈴鹿 サッカー・ラグビー場メインスタジアム
- 三交鈴鹿第3- 三重交通Gスポーツの杜 鈴鹿 サッカー・ラグビー場第3グランド
- AGF鈴鹿 - AGF鈴鹿陸上競技場
- 四日市 - 四日市市中央陸上競技場
- NTN - NTN総合運動公園サッカー場

三重県外
- ZA - 市原緑地運動公園臨海競技場（千葉県）
- ひうち - 西条市ひうち陸上競技場（愛媛県）

### 東海社会人リーグ戦
■ヴィアティン三重：1分1敗
■鈴鹿アンリミテッドFC：1勝1分
| 年   | 月日    | 大会名・節数             | 会場     | ホーム | 得点 | アウェイ | 観客数 |
| ---- | ------- | ------------------------ | -------- | ------ | ---- | -------- | ------ |
| 2016 | 5月8日  | 第51回東海社会人1部第1節 | 三交鈴鹿 | 鈴鹿   | 2-2  | 三重     |        |
| 2016 | 6月26日 | 第51回東海社会人1部第8節 | NTN      | 三重   | 1-2  | 鈴鹿     | 1151   |

### JFLリーグ戦
■ヴィアティン三重：5勝3分4敗1中止
■鈴鹿アンリミテッドFC・鈴鹿ポイントゲッターズ・アトレチコ鈴鹿クラブ：4勝3分5敗1中止
| 年   | 月日     | 大会名・節数    | 会場        | ホーム | 得点 | アウェイ | 観客数 |
| ---- | -------- | --------------- | ----------- | ------ | ---- | -------- | ------ |
| 2019 | 5月5日   | 第21回JFL第7節  | AGF鈴鹿     | 鈴鹿   | 1-2  | 三重     | 1308   |
| 2019 | 11月10日 | 第21回JFL第27節 | 東員町      | 三重   | 0-0  | 鈴鹿     | 4014   |
| 2020 | （中止） | 第22回JFL第7節  | （AGF鈴鹿） | 鈴鹿   | -    | 三重     |        |
| 2020 | 11月8日  | 第22回JFL第27節 | アサスタ    | 三重   | 1-0  | 鈴鹿     | 1741   |
| 2021 | 7月18日  | 第23回JFL第17節 | アサスタ    | 三重   | 3-0  | 鈴鹿     | 1574   |
| 2021 | 11月13日 | 第23回JFL第31節 | 三交鈴鹿    | 鈴鹿   | 1-0  | 三重     | 853    |
| 2022 | 6月5日   | 第24回JFL第10節 | アサスタ    | 三重   | 4-1  | 鈴鹿     | 4710   |
| 2022 | 9月4日   | 第24回JFL第20節 | 四日市      | 鈴鹿   | 2-0  | 三重     | 4054   |
| 2023 | 4月16日  | 第25回JFL第6節  | 四日市      | 三重   | 1-1  | 鈴鹿     | 2425   |
| 2023 | 11月12日 | 第25回JFL第28節 | 三交鈴鹿    | 鈴鹿   | 0-1  | 三重     | 809    |
| 2024 | 5月19日  | 第26回JFL第9節  | ラピスタ    | 三重   | 1-3  | 鈴鹿     | 2818   |
| 2024 | 9月8日   | 第26回JFL第19節 | 四日市      | 鈴鹿   | 2-0  | 三重     | 1620   |
| 2025 | 7月6日   | 第27回JFL第15節 | 三交鈴鹿    | 鈴鹿   | 3-3  | 三重     | 4917   |
| 2025 | 10月18日 | 第27回JFL第25節 | ラピスタ    | 三重   |      | 鈴鹿     |        |

### その他
■ヴィアティン三重：7勝6敗
■鈴鹿アンリミテッドFC・鈴鹿ポイントゲッターズ・アトレチコ鈴鹿クラブ：6勝7敗
| 年   | 月日     | 大会名・節数                               | 会場        | ホーム | 得点         | アウェイ | 観客数 |
| ---- | -------- | ------------------------------------------ | ----------- | ------ | ------------ | -------- | ------ |
| 2014 | 4月20日  | 三重県社会人サッカー選手権大会・決勝       | 三交鈴鹿第3 | 鈴鹿   | 1-0          | 三重     |        |
| 2014 | 6月29日  | 第19回三重県サッカー選手権大会・決勝       | 三交鈴鹿    | 鈴鹿   | 2-3          | 三重     |        |
| 2015 | 4月12日  | 三重県社会人選手権大会・準決勝             | 三交鈴鹿第3 | 鈴鹿   | 0-2          | 三重     |        |
| 2016 | 4月24日  | 三重県社会人サッカー選手権大会・決勝       | 三交鈴鹿第3 | 三重   | 1-2          | 三重     |        |
| 2016 | 10月25日 | 第52回全国社会人サッカー選手権大会・準決勝 | ひうち      | 三重   | 1-2          | 鈴鹿     | 315    |
| 2016 | 11月27日 | 全国地域CL2016決勝ラウンド 第3節           | ZA          | 三重   | 4-1          | 鈴鹿     | 597    |
| 2017 | 4月9日   | 第22回三重県サッカー選手権大会・決勝       | 四日市      | 鈴鹿   | 2-1          | 三重     |        |
| 2018 | 5月13日  | 第23回三重県サッカー選手権大会・決勝       | 三交鈴鹿    | 鈴鹿   | 4-1          | 三重     |        |
| 2019 | 5月12日  | 第24回三重県サッカー選手権大会・決勝       | 三交鈴鹿    | 鈴鹿   | 2-2 (PK:4-2) | 三重     |        |
| 2020 | 7月26日  | 第25回三重県サッカー選手権大会・決勝       | 三交鈴鹿    | 鈴鹿   | 1-0          | 三重     | 0      |
| 2022 | 5月8日   | 第27回三重県サッカー選手権大会・決勝       | 三交鈴鹿    | 鈴鹿   | 0-0 (PK:2-4) | 三重     |        |
| 2023 | 5月7日   | 第28回三重県サッカー選手権大会・決勝       | 三交鈴鹿    | 鈴鹿   | 0-7          | 三重     |        |
| 2024 | 5月12日  | 第29回三重県サッカー選手権大会・決勝       | 三交鈴鹿    | 三重   | 3-1          | 鈴鹿     |        |